# Aleksander Szumański
Aleksander Zbigniew Szumański (ur. 12 listopada 1931 we Lwowie) – polski poeta, krytyk literacki, niezależny publicysta, redaktor naczelny Kresowego Serwisu Informacyjnego, korespondent polonijnej prasy amerykańskiej, członek Związku Literatów Polskich i Związku Piłsudczyków, kombatant, członek Stowarzyszenia Żydów Kombatantów i Poszkodowanych w II Wojnie Światowej.

## Życiorys
Pochodzi z lwowskiej, inteligenckiej rodziny – jego ojciec (zamordowany przez hitlerowców w 1941) był docentem medycyny na Uniwersytecie im. Jana Kazimierza, a matka uczyła historii Polski w lwowskich szkołach powszechnych i średnich. W 1941 wyjechał z rodzinnego Lwowa do Krakowa.
Z wykształcenia inżynier – w 1959 ukończył studia na Wydziale Budownictwa Lądowego Politechniki Krakowskiej.
Jako poeta debiutował w 1941 wierszem odczytanym w rozgłośni Radia Lwów. Ma w swoim dorobku ok. 4000 wierszy, publikowanych w tomikach poetyckich oraz drukowanych w prasie krajowej i zagranicznej. Związany ze Zwierzynieckim Salonem Artystycznym, swoje wiersze prezentował także na polonijnych spotkaniach.
Jest stałym korespondentem prasy polonijnej, piszącym m.in. dla ukazującego się w Chicago „Kuriera Codziennego”, „Głosu Polski” (Toronto), „Lwowskich Spotkań”, „Kuriera Galicyjskiego” (Stanisławów), „Wiadomości Polonijnych” (Republika Południowej Afryki). Publikował w „Raptularzu Kulturalnym” (Dąbrowa Górnicza) oraz warszawskiej „Naszej Polsce”.

## Publikacje
- „Odlatujące ptaki” poemat miłosny (1997) wydanie pierwsze, wydawca Filmotechnika
- „Odlatujące ptaki” poemat miłosny (1997, 2022 – wydanie drugie[11])
- „Fotografie polskie” poemat martyrologiczno-niepodległościowy (2000)[12].
- „Fotografie polskie” poemat martyrologiczno-niepodległościowy – w 100-lecie odzyskania niepodległości wydanie drugie poszerzone (2018), wydawca Penelopa
- „Nie tylko we Lwowie czerwony październik” – proza (2018), wydawca Penelopa
- „Przeżycie” – proza (2000)[a].
- „Wiersze” wybór (2000)
- „Kraków i Żydzi” proza (2001)[a].
- „Wiersze” wybór (2001)
- „Wiersze” wybór (2002)
- „Wiersze i ballady miłosne” cz. I (2003)
- „Wiersze i ballady miłosne” cz. II (2004)
- „Wiersze i ballady miłosne” cz. III (2004)
- „Amerykańsko-lwowskie wyznania miłosne oraz inne niespełnienia” poemat miłosny (2004)[13]
- Mord polskich dzieci w łódzkim getcie (2013; wydawnictwo Bollinari)[b]
- Adam Macedoński i Aleksander Szumański z siedmiu pagórków fiesolskich (2012) opracowanie redakcyjne Jan Rogóż[15]
- „Malowany ptasior” – proza (2018), wydawca Penelopa
- „Krwawa Luna i inni wirtuozi tortur” – proza (2018), wydawca Penelopa
- „Powstania narodowe drogą do niepodległości” część I wydanie dla upamiętnienia 100-lecia odzyskania niepodległości – proza (2018), wydawca Penelopa
- „Powstania narodowe drogą do odzyskania niepodległości” część II wydanie dla upamiętnienia 100-lecia odzyskania niepodległości – proza (2018), wydawca Penelopa
- „Polskie Państwo Podziemne” część I wydanie dla upamiętnienia 100-lecia odzyskania niepodległości – proza (2019), wydawca Penelopa
- „Polskie Państwo Podziemne” część II wydanie dla upamiętnienia 100-lecia odzyskania niepodległości – proza (2019), wydawca Penelopa
- „Polskie Państwo Podziemne” część III wydanie dla upamiętnienia 100-lecia odzyskania niepodległości – proza (2019), wydawca Penelopa
- „Polskie Państwo Podziemne” część IV wydanie dla upamiętnienia 100-lecia odzyskania niepodległości – proza (2019), wydawca Penelopa
- „Polskie Państwo Podziemne” część V wydanie dla upamiętnienia 100-lecia odzyskania niepodległości – proza (2019), wydawca Penelopa
- „Polskie Państwo Podziemne” część VI Cichociemni, wydanie dla upamiętnienia 100-lecia odzyskania niepodległości – proza (2021), wydawca Penelopa
- „Polskie Państwo Podziemne” część VII Kobiety w walce, wydanie dla upamiętnienia 100-lecia odzyskania nieodległości – proza (2021), wydawca Penelopa
- „Polskie Państwo Podziemne” część VIII Duchowni wydanie dla upamiętnienia 100-lecia odzyskania niepodległości – proza (2022), wydawca Penelopa
- „Zapomniany polski holocaust” – proza (2020), wydawca Penelopa
- „Zapomniany i zakazany Holocaust dzieci polskich w getcie łódzkim” – proza (2023), wydawca Penelopa
- „Nie tylko we Lwowie bez trumien i krzyży z ludobójstwem w tle” – proza (2023), wydawca Penelopa. ISBN 978-83-6763-620-9.
- „Genocidum atrox” – ludobójstwo okrutne – proza (2023), wydawca Penelopa
- „Józef Piłsudski Droga do niepodległości” – proza (2021), wydawca Penelopa

## Odznaczenia[3]
- Medal Komisji Edukacji Narodowej – nadany przez ministra Edukacji Narodowej (2006).
- Odznaka Zasłużony Działacz Kultury – nadana przez ministra Kultury (2000).
- Odznaka „Honoris Gratia” – nadana przez prezydenta miasta Krakowa (2018)
- Medal „W Hołdzie Komendantowi” – nadany przez Towarzystwo Pamięci Narodowej im. Pierwszego Marszałka Polski Józefa Piłsudskiego[c].